# Marcello Semeraro

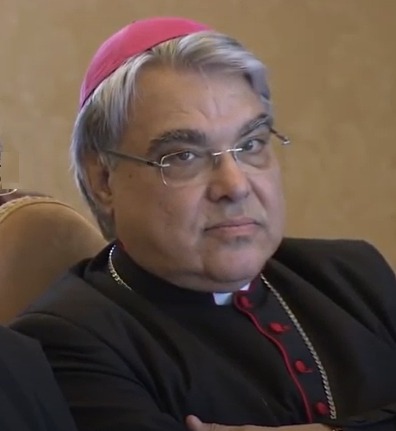
Bischof Marcello Semeraro (2017)

Kardinalswappen

Marcello Kardinal Semeraro (* 22. Dezember 1947 in Monteroni di Lecce, Provinz Lecce) ist ein italienischer Geistlicher, Kurienkardinal der römisch-katholischen Kirche und Präfekt des Dikasteriums für die Selig- und Heiligsprechungsprozesse.

## Leben
Marcello Semeraro studierte Katholische Theologie und Philosophie am Priesterseminar des Bistums Lecce und am Regionalseminar in Molfetta. Am 8. September 1971 empfing er die Priesterweihe für das Bistum Lecce. Anschließend war er als Subregens im Priesterseminar von Lecce und im Regionalseminar von Molfetta tätig. Zudem war er Bischofsvikar für die Laien und die Diözesansynode. 1980 wurde er an der Päpstlichen Lateranuniversität zum Doctor theologiae promoviert. Abschließend war er Dozent an verschiedenen theologischen Fakultäten und Instituten und wurde schließlich auf den Lehrstuhl für Ekklesiologie an der Päpstlichen Lateranuniversität berufen.
Papst Johannes Paul II. ernannte ihn am 25. Juli 1998 zum Bischof von Oria. Die Bischofsweihe spendete ihm der Erzbischof von Lecce, Cosmo Francesco Ruppi, am 29. September desselben Jahres; Mitkonsekratoren waren Domenico Caliandro, Bischof von Ugento-Santa Maria di Leuca, und Donato Negro, Bischof von Molfetta-Ruvo-Giovinazzo-Terlizzi. Als Wahlspruch wählte er In Spiritu seminare. Am 1. Oktober 2004 wurde er zum Bischof von Albano ernannt. Marcello Semeraro ist seit 2012 Großkreuzritter des Ritterorden vom Heiligen Grab zu Jerusalem
Papst Franziskus bestimmte ihn im April 2013 zum Sekretär des Kardinalsrats, einer Gruppe von acht Kardinälen, die den Papst bei der Leitung der Weltkirche unterstützen und Änderungen der die Organisation der Kurie regelnden Apostolischen Konstitution Pastor Bonus vorbereiten sollen. Am 13. Juli 2016 wurde er Mitglied des Kommunikationssekretariats (heute: Dikasterium für die Kommunikation) der Römischen Kurie.
Papst Franziskus bestellte Marcello Semeraro 2013 zum apostolischen Verwalter ad nutum Sanctae Sedis der Abtei Santa Maria di Grottaferrata. Am 4. April 2016 wurde er zudem zum Päpstlichen Delegaten des Basilianischen Ordens von Italien berufen.
Am 14. September 2019 ernannte ihn Papst Franziskus zum Konsultor der Kongregation für die orientalischen Kirchen. In der Italienischen Bischofskonferenz ist Semeraro Mitglied der bischöflichen Kommission für die Glaubenslehre.
Am 15. Oktober 2020 ernannte ihn Papst Franziskus als Nachfolger von Giovanni Angelo Kardinal Becciu zum Präfekten der Kongregation für die Selig- und Heiligsprechungsprozesse. Zeitgleich schied er aus dem Kardinalsrat aus. Das Bistum Albano verwaltete er bis zur Amtseinführung seines Nachfolgers am 8. September 2021 weiter als Apostolischer Administrator.
Im Konsistorium vom 28. November 2020 nahm ihn Papst Franziskus als Kardinaldiakon mit der Titeldiakonie Santa Maria in Domnica in das Kardinalskollegium auf. Die Besitzergreifung seiner Titeldiakonie fand genau ein Jahr später statt. Nach dem Tod von Papst Franziskus nahm Kardinal Semeraro am Konklave 2025 teil.
Am 16. Dezember 2020 berief ihn Papst Franziskus zum Mitglied der Kongregation für die orientalischen Kirchen und des Dikasteriums für die Kommunikation sowie am 1. Juni 2022 zum Mitglied der Kongregation für den Gottesdienst und die Sakramentenordnung. Am 1. Juni 2024 ernannte ihn der Papst zum Mitglied des Dikasteriums für die Glaubenslehre.